# Muzeum v knize
Muzeum v knize je nová knižní forma literatury faktu, která je vhodná k využití především v populárně-naučných publikacích o moderní historii, významných osobnostech nebo kultuře. Postupně se prosazuje také v dalších oborech.
Jedná se o výpravné a graficky špičkově zpracované knižní publikace, které kromě přehledných a srozumitelných textů a velkého množství fotografií obsahují také samostatně vytištěné faksimile archivních písemností a CD a DVD s dobovými rozhlasovými nahrávkami. Faksimile unikátních dokumentů jsou vloženy do speciálních kapes vlepených přímo mezi stránky knihy. Čtenář je může z knihy vyjmout, vzít do rukou a sám prostudovat. Knihařské provedení je luxusní, publikace je vložena do pevného krabicového boxu. Na první pohled muzeum v knize budí dojem dárkové knihy. 
Muzeum v knize patří mezi populárně-naučnou literaturu faktu. Kromě faktů se čtenáři snaží přiblížit atmosféru doby. Přestože publikace jsou primárně určeny pro laickou veřejnost, těší se zájmu i u odborné veřejnosti. Muzea v knize si zachovávají vysokou odbornou úroveň a jsou využívána na školách jako edukační pomůcka. 
Protagonistou muzea v knize v České republice je spisovatel František Emmert, který je autorem prvních publikací české provenience (Holocaust, Rok 1968 v Československu, Osudové osmičky v našich dějinách). Jeho muzea, zaměřená především na moderní českou historii, vychází od roku 2006 a dosud jich připravil celkem devět (do roku 2012). V posledních letech se na pultech knihkupectví objevila muzea v knize také od dalších autorů. Přibývají publikace o významných osobnostech a především z oblasti české i světové kultury. Vzniklo mimo jiné muzeum o Járu Cimrmanovi, Karlu Gottovi, numismatice či dějinách kosmonautiky. Nejnovější publikace mapují historii nejznámějších českých divadel či světových hudebních skupin. Vznikla muzea také o malířství a významných světových malířích a o dalších oborech. 
Do konce roku 2012 čeští nakladatelé vydali kolem třiceti takto koncipováných titulů. Mezi nejúspěšnější patří již zmiňované tituly Osudové osmičky v našich dějinách a Jára Cimrman. 

## Muzea v knize od Františka Emmerta
- 2006 – Holocaust (česky a anglicky)
- 2007 – Druhá světová válka: Češi a Slováci (česky a slovensky)
- 2007– Rok 1968 v Československu
- 2008 – 1918: Vznik ČSR
- 2008 – Osudové osmičky v našich dějinách
- 2008 – Atentát na Heydricha
- 2009 – Sametová revoluce – Kronika pádu komunismu 1989
- 2012 – Václav Havel 1936–2011
- 2012 – Československý zahraniční odboj za 2. světové války na Západě